# Lijst van trainers van Chicago Fire FC
Deze lijst omvat de voetbalcoaches die de Amerikaanse club Chicago Fire hebben getraind vanaf 1998 tot op heden.
| Seizoen | Trainer(s)                                | Prijzen                             | Bijzonderheden |
| ------- | ----------------------------------------- | ----------------------------------- | -------------- |
| 2025    | Gregg Berhalter                           |                                     | 0              |
| 2024    | Frank Klopas                              |                                     | 0              |
| 2023    | Frank Klopas                              |                                     | Derde termijn  |
| 2023    | Ezra Hendrickson (tot 8 mei 2023)         |                                     | 0              |
| 2022    | Ezra Hendrickson (tot 8 mei 2023)         |                                     | 0              |
| 2021    | Frank Klopas (interim)                    |                                     | Tweede termijn |
| 2021    | Raphael Wicky (tot 30 september 2021)     |                                     | 0              |
| 2020    | Raphael Wicky (tot 30 september 2021)     |                                     | 0              |
| 2019    | Veljko Paunović                           |                                     | 0              |
| 2018    | Veljko Paunović                           |                                     | 0              |
| 2017    | Veljko Paunović                           |                                     | 0              |
| 2016    | Veljko Paunović                           |                                     | 0              |
| 2015    | Brian Bliss (interim)                     |                                     | 0              |
| 2015    | Frank Yallop (tot 20 september 2015)      |                                     | 0              |
| 2014    | Frank Yallop (tot 20 september 2015)      |                                     | 0              |
| 2013    | Frank Klopas                              |                                     | 0              |
| 2012    | Frank Klopas                              |                                     | 0              |
| 2011    | Frank Klopas                              |                                     | 0              |
| 2011    | Carlos de los Cobos (tot 30 mei 2011)     |                                     | 0              |
| 2010    | Carlos de los Cobos (tot 30 mei 2011)     |                                     | 0              |
| 2009    | Denis Hamlett                             |                                     | 0              |
| 2008    | Denis Hamlett                             |                                     | Tweede termijn |
| 2007    | Juan Carlos Osorio                        |                                     | 0              |
| 2007    | Denis Hamlett (interim, tot 30 juni 2007) |                                     | 0              |
| 2007    | Dave Sarachan (tot 20 juni 2007)          |                                     | 0              |
| 2006    | Dave Sarachan (tot 20 juni 2007)          | US Open Cup                         | 0              |
| 2005    | Dave Sarachan (tot 20 juni 2007)          |                                     | 0              |
| 2004    | Dave Sarachan (tot 20 juni 2007)          |                                     | 0              |
| 2003    | Dave Sarachan (tot 20 juni 2007)          | MLS Supporters' Shield, US Open Cup | 0              |
| 2002    | Bob Bradley                               |                                     | 0              |
| 2001    | Bob Bradley                               |                                     | 0              |
| 2000    | Bob Bradley                               | US Open Cup                         | 0              |
| 1999    | Bob Bradley                               |                                     | 0              |
| 1998    | Bob Bradley                               | MLS Cup, US Open Cup                | 0              |